# World Popular Song Festival 1988
Het World Popular Song Festival 1988 zou de negentiende editie van het World Popular Song Festival geweest zijn. Het zou gehouden worden in Tokio, Japan op 28 oktober 1988. Uiteindelijk werd het festival door onvoorziene omstandigheden afgelast.

## Deelnemende landen
12 landen van over de hele wereld hadden zich ingeschreven voor de achtste editie van het festival. België en Nederland trokken zich beiden terug.

## Afgelasting
Alle voorbereiden waren getroffen om het festival te laten plaatsvinden, maar door onvoorziene omstandigheden werd het festival afgelast.
In het najaar van 1988 werd keizer Hirohito ernstig ziek ten gevolge van kanker. De ziekte van de keizer was voor de organisatie genoeg om het festival af te gelasten. Hirohito overleed op 7 januari 1989. Hierna werd beslist om het festival niet te verplaatsen naar een latere datum wegens de te drukke agenda's van de artiesten. Dit betekende ook meteen het einde van het festival. Er zou nooit nog - buiten een benefietactie in 1989 - een World Popular Song Festival georganiseerd worden.

## Overzicht

### Finale
| Land                | Taal      | Artiest          | Lied                  |
| ------------------- | --------- | ---------------- | --------------------- |
| Australië           | Engels    | Kylie Minogue    | Got to be certain     |
| Canada              | Engels    | Chalk Circle     | Over the edge         |
| China               | Engels    | Tian Zheng       | Last moment           |
| Frankrijk           | Frans     | Elsa             | Jimmy voyage          |
| Frankrijk           | Frans     | Vanessa Paradis  | Marilyn & John        |
| Hongkong            | Engels    | Dames Band       | Don't go away         |
| Italië              | Italiaans | Alice            | Le scogliere di dover |
| Italië              | Italiaans | Raf              | Inevitabile follia    |
| Japan               | Engels    | Salt Peanuts     | Clear                 |
| Mexico              | Spaans    | Flans            | Alma gemela           |
| Oost-Duitsland      | Duits     | IC Falkenberg    | Mein Herz             |
| Verenigd Koninkrijk | Engels    | Nick Kamen       | Tell me               |
| Verenigd Koninkrijk | Engels    | Scarlett & Black | Let yourself go-go    |
| Verenigde Staten    | Engels    | Hurricane        | Out of control        |
| West-Duitsland      | Engels    | Rouge            | No time               |

1970 · 1971 · 1972 · 1973 · 1974 · 1975 · 1976 · 1977 · 1978 · 1979 · 1980 · 1981 · 1982 · 1983 · 1984 · 1985 · 1986 · 1987 · 1988 · 1989